# Людина, що продала Місяць (збірка)
Людина, що продала Місяць (англ. The Man Who Sold the Moon) — збірка науково-фантастичних оповідань Роберта Гайнлайна що вийшла 1950 року в американському видавництві «Shasta Publishers».

## Оповідання
| Назва                           | назва                     | рік  |
| ------------------------------- | ------------------------- | ---- |
| Вступне слово Джон В. Кемпбелла |                           |      |
| Вступне слово Гайнлайна         |                           |      |
| Нехай буде світло               | Let There Be Light        | 1940 |
| Дороги повинні рухатися         | The Roads Must Roll       | 1940 |
| Людина, що продала Місяць       | The Man Who Sold the Moon | 1950 |
| Реквієм                         | Requiem                   | 1940 |
| Лінія життя                     | Life-Line                 | 1939 |
| Вибух може статись              | Blowups Happen            | 1940 |